# Dendropsophus studerae
Espèce
Synonymes
- Hyla studerae Carvalho e Silva, Carvalho e Silva & Izecksohn, 2003

Statut de conservation UICN

 DD  : Données insuffisantes
Dendropsophus studerae est une espèce d'amphibiens de la famille des Hylidae.

## Répartition
Cette espèce est endémique de l'État d'Alagoas au Brésil. Elle se rencontre entre 600 et 1 200 m d'altitude à Quebrangulo,.

## Description
Les 18 spécimens adultes mâles observés lors de la description originale mesurent entre 20,8 mm et 24,8 mm de longueur standard et les 5 spécimens adultes femelles observés lors de la description originale mesurent entre 26,8 mm et 29,6 mm de longueur standard.

## Étymologie
Elle est nommée en l'honneur de l'ornithologue Anita Studer.

## Publication originale
- Carvalho e Silva, Carvalho e Silva & Izecksohn, 2003 : Nova espécie de Hyla Laurenti do grupo de H. microcephala Cope (Amphibia, Anura, Hylidae) do nordeste do Brasil. Revista Brasileira de Zoologia, vol. 20, no 3, p. 553-558 (texte intégral).